# 使役
使役（しえき）とは、「～させる」という表現形態を指す文法上の概念である。日本語では、態の一種と位置づけられる。動詞や助動詞、動詞の接尾辞によって構文が導かれる。

## 類型論
柴谷方良 (Shibatani 2001) は使役表現に必ず含まれているものとして三つの基準を挙げている。
1. 行為者が原因となる行為をすることによって、ある参与者が何らかの行為をする、あるいは何らかの状態になるという結果がひきおこされる
2. 二つの事象（原因と結果）の間には、原因となる事象が先に起こり、結果となる事象が後に起こるという時間的前後関係がある（と話し手は思っている）
3. 二つの事象の間には、原因となる事象が起こらなければ、結果となる事象は起こらなかったという完全な依存関係がある（と話し手は思っている）

この定義のもとには、使役者、被使役者、動詞、構文の意味によってさまざまなタイプの関係が含まれる。何人もの言語学者が（Comrie 1981, Song 1996, Dixon 2000 など）どのような要因が使役構文の使い分けに関わっているのか、通言語的に見られるのはどのようなパターンかということを詳細に検討している。

## 日本語における使役
日本語では、助動詞の「せる、させる」を未然形に接続させる。
「せる」は五段動詞の未然形とサ行変格活用の未然形「さ」に接続し、「させる」は上一段活用・下一段活用・カ行変格活用の未然形に接続する。
| 五段活用 | 上一段活用 | 下一段活用 | サ行変格活用 | カ行変格活用 |
| -------- | ---------- | ---------- | ------------ | ------------ |
| 書かせる | 見させる   | 食べさせる | させる       | 来させる     |

「～せる」を「～す」と表すこともあるが、それは、五段活用のみであって、上一段活用・下一段活用・カ行変格活用・サ行変格活用では表さない。
| 五段活用 | 上一段活用 | 下一段活用 | サ行変格活用 | カ行変格活用 |
| -------- | ---------- | ---------- | ------------ | ------------ |
| ○書かす  | ×見さす    | ×食べさす  | ×勉強さす    | ×来さす      |

使役にも受け身はある。
| 五段活用     | 上一段活用   | 下一段活用     | サ行変格活用   | カ行変格活用 |
| ------------ | ------------ | -------------- | -------------- | ------------ |
| 書かせられる | 見させられる | 食べさせられる | 勉強させられる | 来させられる |

五段活用で、「～せる」を「～す」と表す場合の受け身は「～せられる」ではなく、「～される」になる。

上一段活用・下一段活用・カ行変格活用・サ行変格活用では「～せられる」を「～される」とは表さないので、「食べさせられる」を「食べされる」、「来させられる」を「来される」、「終了させられる」を「終了さされる」と表すことはない。
| 五段活用    | 上一段活用  | 下一段活用    | サ行変格活用  | カ行変格活用 |
| ----------- | ----------- | ------------- | ------------- | ------------ |
| ○書かされる | ×見さされる | ×食べさされる | ×勉強さされる | ×来さされる  |

五段活用で、「さ」を接続させて、「書かさせる」「飲まさせられる」にしてしまうことをさ入れ言葉と言う。

## 英文法における使役
英語には他の言語と同様に語彙的使役(lexical causative)と迂言的使役(periphrastic causative)がある。

### 迂言的使役
英語の場合、迂言的使役(periphrastic causative)の表現は、元来は自動詞を起源としたと考えられている迂言的使役動詞 (periphrastic causative verb) による文法上特色ある構文で表現される。迂言的使役動詞は、目的格補語に不定詞をとる文法的特色が学校文法等で強調されている。（目的語が不定詞の意味上の主語になる。）
迂言的使役動詞には、原形不定詞をとる動詞と、to-不定詞をとる動詞があり、前者はmakeであり、後者は compel や get が挙げられる。また、help にも同じ用法がある。
- He made his younger　brother drink. （彼は弟に無理に飲ませた。）
- Make him write it for you. （彼にそれを書かせるんだ。）
- He made his dog eat pet food. （彼は、自分の飼い犬にペットフードを食べさせた。）
- He will help you clean your car. （彼は君の車を掃除するのを手伝うつもりだ。）
- What would make him say that?（なぜ彼はあんなことを言うのだろう。※無生物主語構文）

#### 目的格補語に原形不定詞を用いるもの
- let
- have
- make
- bid
- help
- drive

#### 目的格補語に to 不定詞を用いるもの
- allow
- permit
- get
- force
- compel
- oblige
- cause
- drive
- encourage
- invite
- tempt
- help

## 漢文法における使役形
漢文法では主に使、遣、令、教等が使役の助字（助動詞）として用いられる。
- 天帝使我長百獣。;天帝、我ヲシテ百獣ニ長タラシム。

（天帝が、私、狐を百獣の長にしたのです。『戦国策』楚策）
- 遣従者懐璧間行先帰。;従者ヲシテ璧ヲ懐キテ間行シ先ニ帰ラシム。

（供の者に璧を持たせて抜け道を通らせて先に帰らせた。『史記』廉頗藺相如列伝）
- 相如顧召趙御史書曰...;相如顧ミテ趙ノ御史ヲ召シ、書セシメテ曰ク...

（藺相如は、振り返って趙の史官を招き...と書き付けさせた。同上）